# Newton (Alabama)
Newton város az USA Alabama államában, Dale megyében. Lakosainak száma 1607 fő (2020. április 1.).

## Népesség
A település népességének változása:
| Lakosok száma | 1708 | 1511 | 1607 |
|               | 2000 | 2010 | 2020 |